# Sternotomis mimica
Sternotomis mimica là một loài bọ cánh cứng trong họ Cerambycidae.